# PL-10

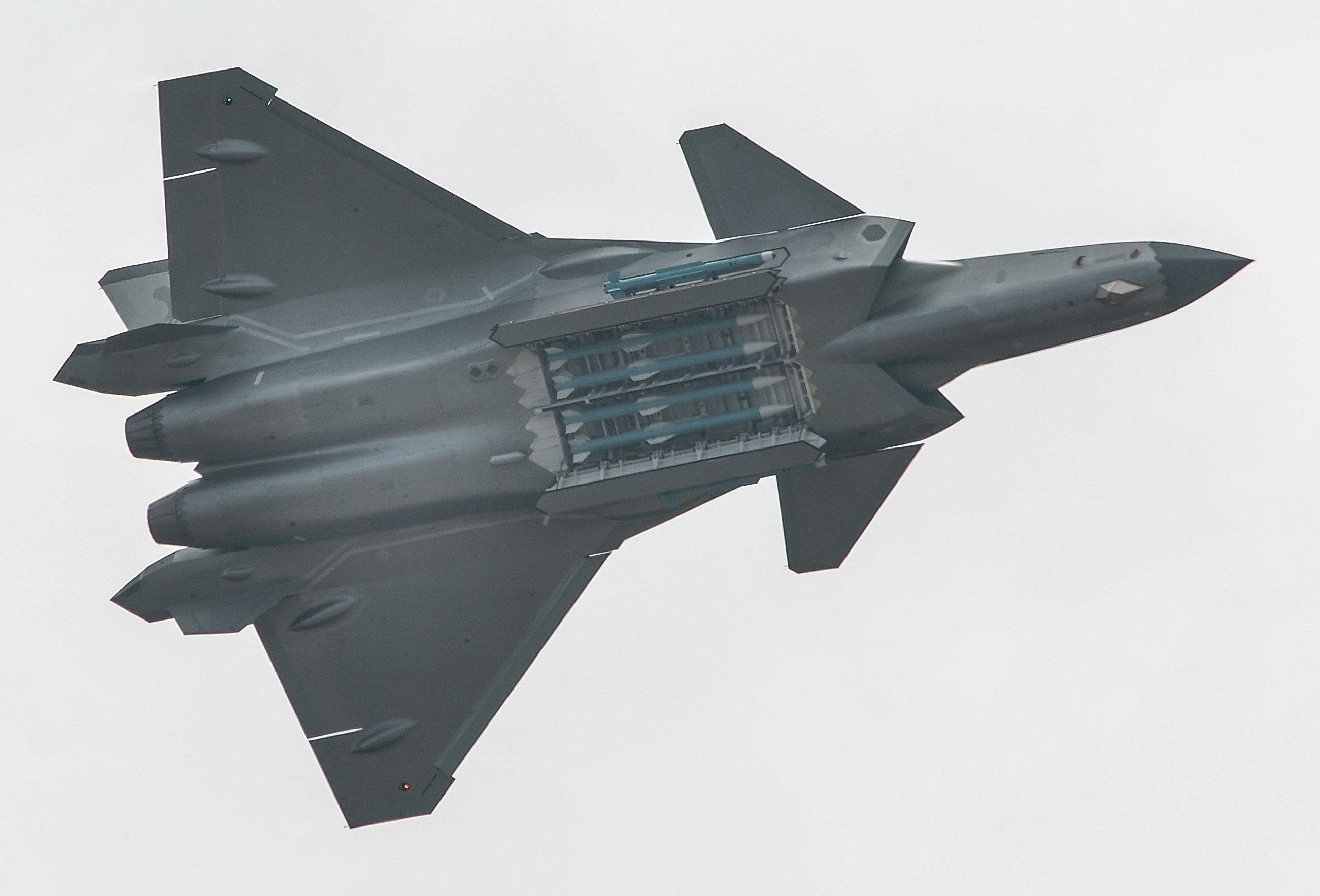

PL-10은 중국의 최신형 단거리 공대공 미사일이다.

## 역사
PL-10은 중국어로 霹雳-10, 번개 10호라는 의미이다.
이스라엘 파이썬-3를 카피해서 PL-8를 만들었고, 이를 발전시켜 PL-9를 개발했다.
파이썬-5는 2003년 파리에어쇼에서 처음 선보였다. 파이썬-4와 에어프레임, 로켓모터, 근접신관, 탄두가 같으며, 유도부분만 새로와졌다. 2005년 이스라엘 공군에 실전배치되었다. PL-10의 기능은 파이썬-5와 매우 비슷하다.
J-20 스텔스 전투기에 장착하기 위해 2004년부터 개발되었다.
멀티 IIR 시커를 장착했으며, +/-90 도 교전능력으로 전투기 뒤에서 따라오는 적기도 요격할 수 있다. 레이더와 연동되는 헬멧 마운티드 디스플레이(HMD)로 적기를 고개만 돌려서 간단히 조준해 즉시 미사일을 발사할 수 있다.

## 같이 보기
- AIM-260